# Distrito de Johor Bahru

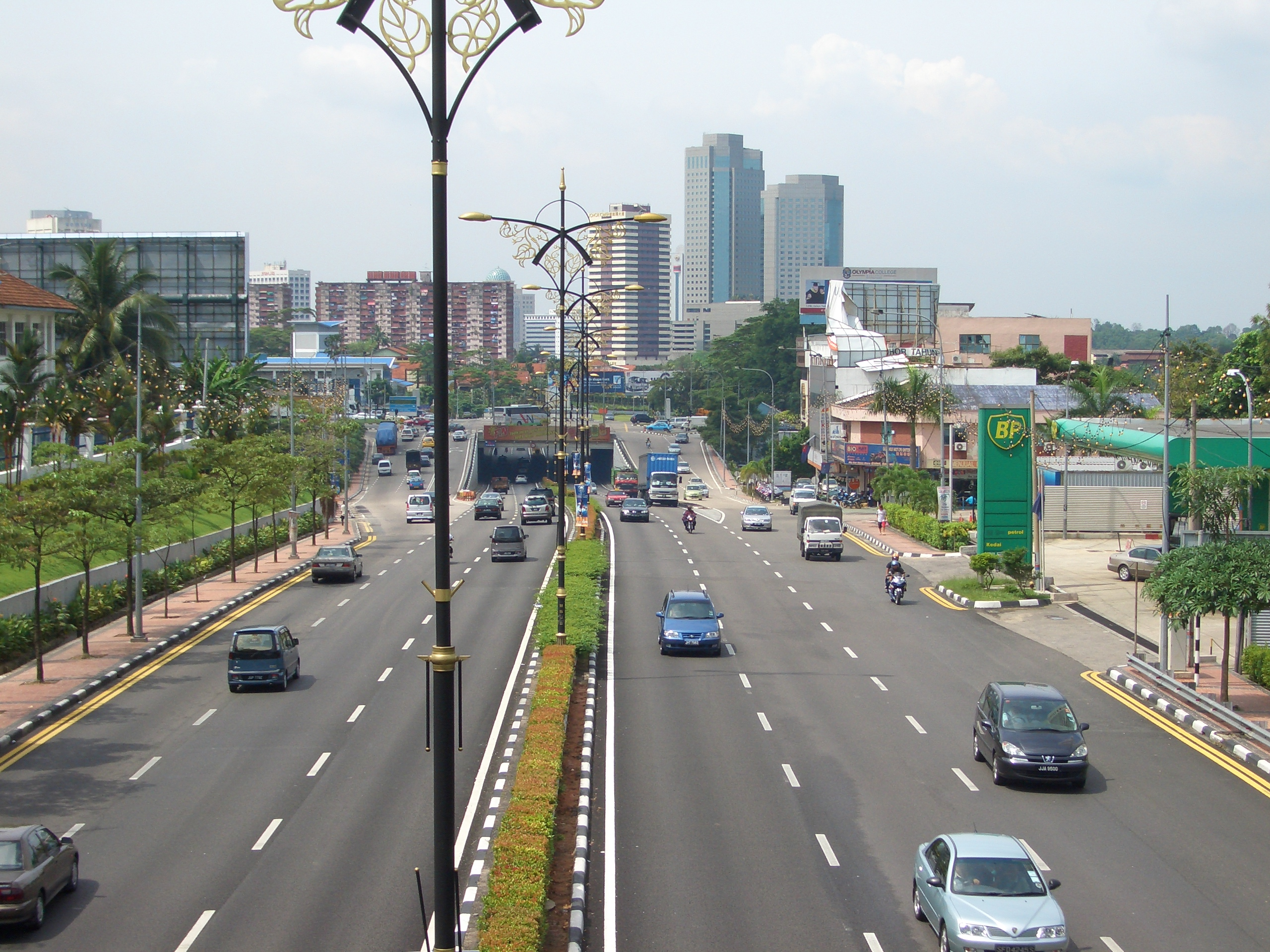
Johor Bahru Distrito

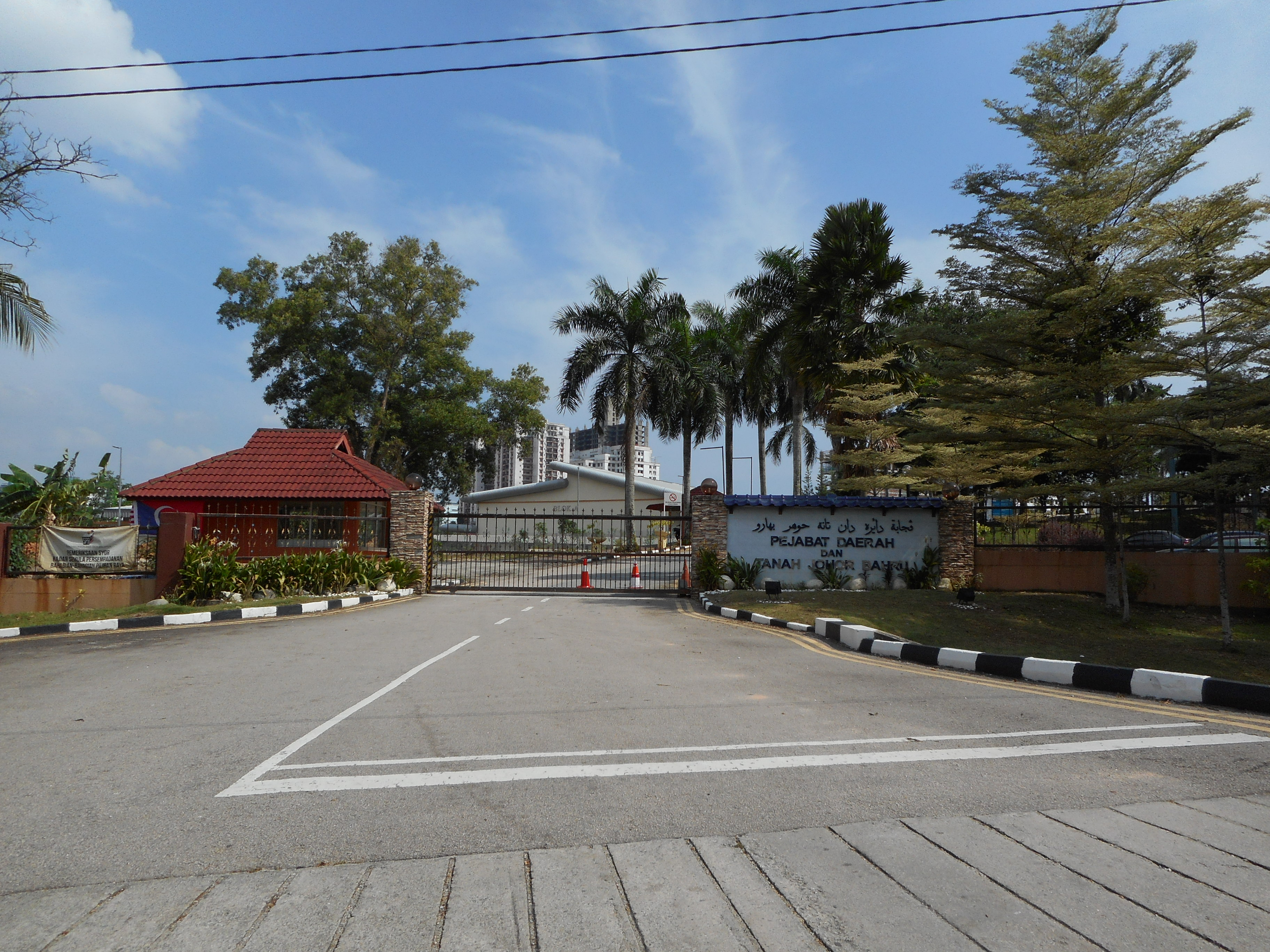
Johor Bahru Distrito y Oficina de Tierra

El Johor Bahru Distrito es un distrito localizado en la parte del sur de Johor, Malasia. El distrito cubre una área de 1,112 km² y tiene una población de 1.33 millones.
La ciudad de núcleo en este distrito es Johor Bahru Ciudad, todavía administrativamente Johor Bahru Tengah la ciudad es más populosa que Johor Bahru Ciudad, siendo el undécimo y duodécimo más poblado LGUs en Malasia, respectivamente; tampoco la ciudad está relacionada al distrito, pero es subunidades del estado. Las fronteras de distrito Pontian Distrito en el del oeste, Kota Tinggi Distrito en el este, Kulai Distrito en el del norte y Straits de Johor al del sur. Johor Bahru El área metropolitana está rodeada por propiedades de palma de aceite ricas.
El sitio del 1977 accidente de Vuelo de Sistema de Aerolínea malasiano 653 es cercano, Tanjong Kupang.

## Divisiones administrativas
Johor Bahru El distrito está dividido a:
- Jelutong
- Johor Bahru Ciudad
- Plentong
- Pulai
- Sungai Tiram
- Tanjung Kupang
- Tebrau
- Tebrau Ciudad

## Gobierno
La capital de Johor Bahru el distrito es Johor Bahru Ciudad.
El distrito comprende tres autoridades locales, los cuales son:
- Johor Bahru Ayuntamiento
- Johor Bahru Tengah Consejo municipal
- Pasir Gudang Consejo municipal

## Otras Ciudades
- Iskandar Puteri
- Skudai
- Masái
- Pandan
- Plentong
- Pasir Gudang
- Gelang Patah
- Tampoi
- Ulu Tiram
- Kempas
- Kangkar Pulai
- Ulu Choh

## Transporte

### Raíl

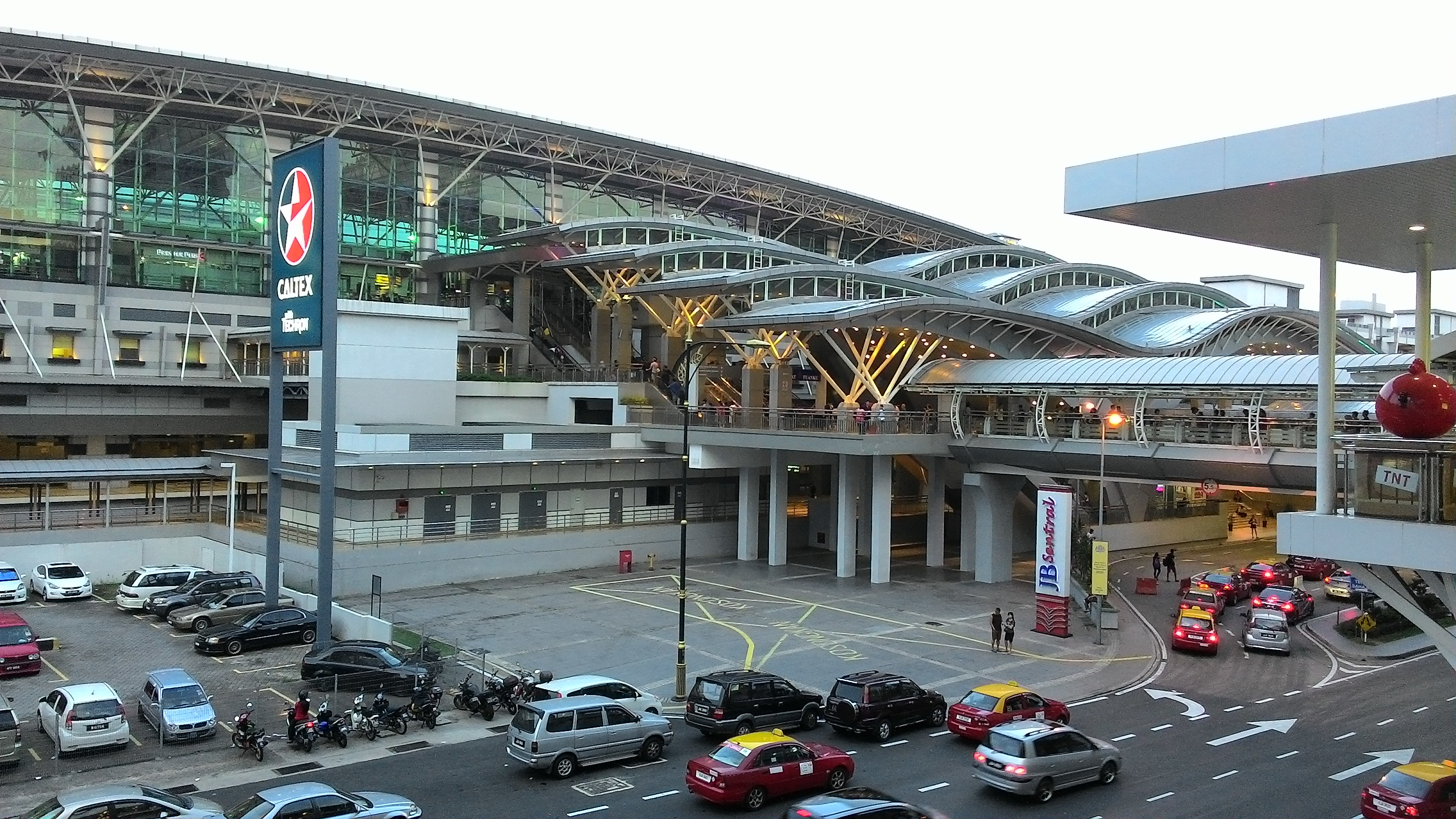
Johor Bahru Sentral Estación de ferrocarril

El distrito tiene dos estaciones de ferrocarril, los cuales son Johor Bahru Sentral y Kempas Baru.

### Carretera
El distrito está enlazado a Singapur vía Calzada Johor-Singapur y Malasia –Singapur Segundo Enlace.

### Mar
Los puertos en el distrito es Puerto de Johor
.